# Lobamba
Lobamba là thủ đô hoàng gia và lập pháp của Eswatini, nơi đặt nghị viện, cũng như dinh thự của Ntombi, tức thái hậu Swaziland. Mswati III sống cách dinh thự thái hậu khoảng 10 kilômét (6,2 mi), ở cung Lozitha. Đức vua và thái hậu tham gia những buổi lễ Incwala (tháng 12-1) và Umhlanga (tháng 8-9) hàng năm tại Kraal hoàng gia.

## Tổng quan
Thành phố tọa lạc ở mạn tây đất nước trong thung lũng Ezulwini (được mệnh danh "thung lũng Thiên đường"). Nó cách Mbabane16 kilômét (9,9 mi), trong huyện Hhohho. Thành phố có khí hậu cận nhiệt với mùa hè nhiều mưa.
Vào năm 1997, dân số là 3.625 người. Dân số năm 2006 là 11.000 người. 84,3% dân cư là người Swazi và 9,9% là người Zulu. Phần còn lại là người Tsonga (2,5%), người Ấn Độ (1,6%) và số khác (1,7%). Ngôn ngữ thông dụng là tiếng Swazi và tiếng Anh.